# Gimmie Dat
A Gimmie Dat egy dal Ciara amerikai énekesnőtől. Az énekesnő mellett Christopher Stewart és a Soundz szerezte a számot, producerei is ők voltak. A felvétel az énekesnő negyedik, Basic Instinct (2010) című lemezén kapott helyet. A Gimmie Dat egy tempós dance felvétel. A dalt korábbi slágereihez (például a Goodies-hez és a Work-höz hasonlították. A felvétel az album harmadik kislemezeként jelent meg 2010. október 15-én, és a Speechless mellett dupla kislemezként került kiadásra.
A kritikusok pozitív fogadtatásban részesítették a számot, kereskedelmileg gyengébben teljesített. 2010. december 21-én a "Slow Bass Remix"-es változat is megjelent, ennek ellenére sem került fel a listákra a szám. Később kiderült, Ciara fizetett a promócióért, videóklipjéért, és a rádiós lejátszásokat is neki kellett finanszíroznia, mivel kiadója nem támogatta ezeket.

## Háttér
2010 májusában Ciara a Rap-Up-pal már közölte, új kislemeze igazi táncdal lesz. A Rap-Up megerősítette, producerei Tricky Stewart és a The-Dream voltak. 2010 augusztusában bejelentették, egy dupla kislemez részeként kerül kiadásra a Speechless mellett.
2010. október 15-én jelent meg nemzetközi második, illetve amerikai harmadik kislemezként a Basic Instinct albumról. Az Egyesült Államokban 2010 novemberében jelent meg a dal, majd rövidesen a remixváltozat is megérkezett. Az "Urban Bass Remix" producere a Soundz volt. A dalt újra felvették ehhez a változathoz. 2010. december 21-én jelent meg hivatalosan digitális formában. 2011 februárján Ciara Facebook-on közölte rajongóival, elvált a Jive Records kiadótól. Ennek oka az volt, hogy az énekesnő nem kapott elég támogatást albumához. A Gimmie Dat kiadásánál is ellentétek alakultak ki: a lemezkiadó más dalt akart kislemezként kiadni. Ciara fizetett a rádióknak és ő fedezte a videóklipet is.

## Élő előadások
Ciara a The Ellen DeGeneres Show című műsorban adta elő dalát 2010. december 15-én. Másnap a Lopez Tonight-on is fellépett az énekesnő.

## Videóklip
A dalhoz tartozó videóklipet Melina és Ciara rendezte. A forgatást 2010. szeptember 6-án tartották Los Angeles-ben. 2010. szeptember 10-én jelentek meg képek a forgatásról. Egy szerkesztetlen változat október 11-én került nyilvánosságra, a hivatalos kisfilm VEVO-n debütált október 12-én. A videót ugyanezen napon a 106 & Park-on mutatták be.

## Formátumok és számlista
| - Digitális letöltés 1. Gimmie Dat – 4:12 - Digitális letöltés (Remix) 1. Gimmie Dat (Slow Bass Remix) – 3:56 - Dupla kislemez 1. Gimmie Dat – 4:12 2. Speechless – 4:10 | - Dupla EP 1. Gimmie Dat – 4:12 2. Speechless – 4:10 3. Gimmie Dat (video) – 4:18 4. Speechless (video) – 4:11 |

## Slágerlistás helyezések
| Kislemezlista (2010)                             | Legjobb helyezés |
| ------------------------------------------------ | ---------------- |
| German Black lista (Deutsche Trend)              | 6                |
| Brit kislemezlista (The Official Charts Company) | 111              |
| Brit R&B lista (Official Charts Company)         | 27               |
| US Bubbling Under Hot 100 Singles lista          | 16               |
| US Hot R&B/Hip-Hop Songs lista (Billboard)       | 63               |

## Megjelenések
| Ország             | Dátum              | Formátum                   | Kiadó                    |
| ------------------ | ------------------ | -------------------------- | ------------------------ |
| Kanada             | 2010. október 15.  | Digitális letöltés         | LaFace Records           |
| Európa             | 2010. október 15.  | Digitális EP               | Sony Music Entertainment |
| Ausztrália         | 2010. október 15.  | Digitális EP               | Sony Music Entertainment |
| Új-Zéland          | 2010. október 15.  | Digitális EP               | Sony Music Entertainment |
| Egyesült Királyság | 2010. október 24.  | Digitális letöltés         | Sony Music Entertainment |
| Egyesült Államok   | 2010. november 2.  | Digitális letöltés         | LaFace Records           |
| Egyesült Államok   | 2010. november 9.  | Rádió                      | LaFace Records           |
| Egyesült Államok   | 2010. december 21. | Digitális letöltés (Remix) | LaFace Records           |

## Fordítás
Ez a szócikk részben vagy egészben  a   Gimmie Dat című angol Wikipédia-szócikk fordításán alapul.  Az eredeti cikk szerkesztőit annak laptörténete sorolja fel. Ez a jelzés csupán a megfogalmazás eredetét és a szerzői jogokat jelzi, nem szolgál a cikkben szereplő információk forrásmegjelöléseként.